# Барбашов, Борис Михайлович
Барбашов Борис Михайлович (род. 26 апреля 1930) — советский и российский физик, специалист в области квантовой теории поля, теории струн. В 1952 году окончил физический факультет МГУ. С 1952 г. работал в ОИЯИ. В 1960 году получил ученую степень доктора физико-математических наук. Является автором многочисленных статей и книг по ядерной физике.